# 東国寺 (群山市)

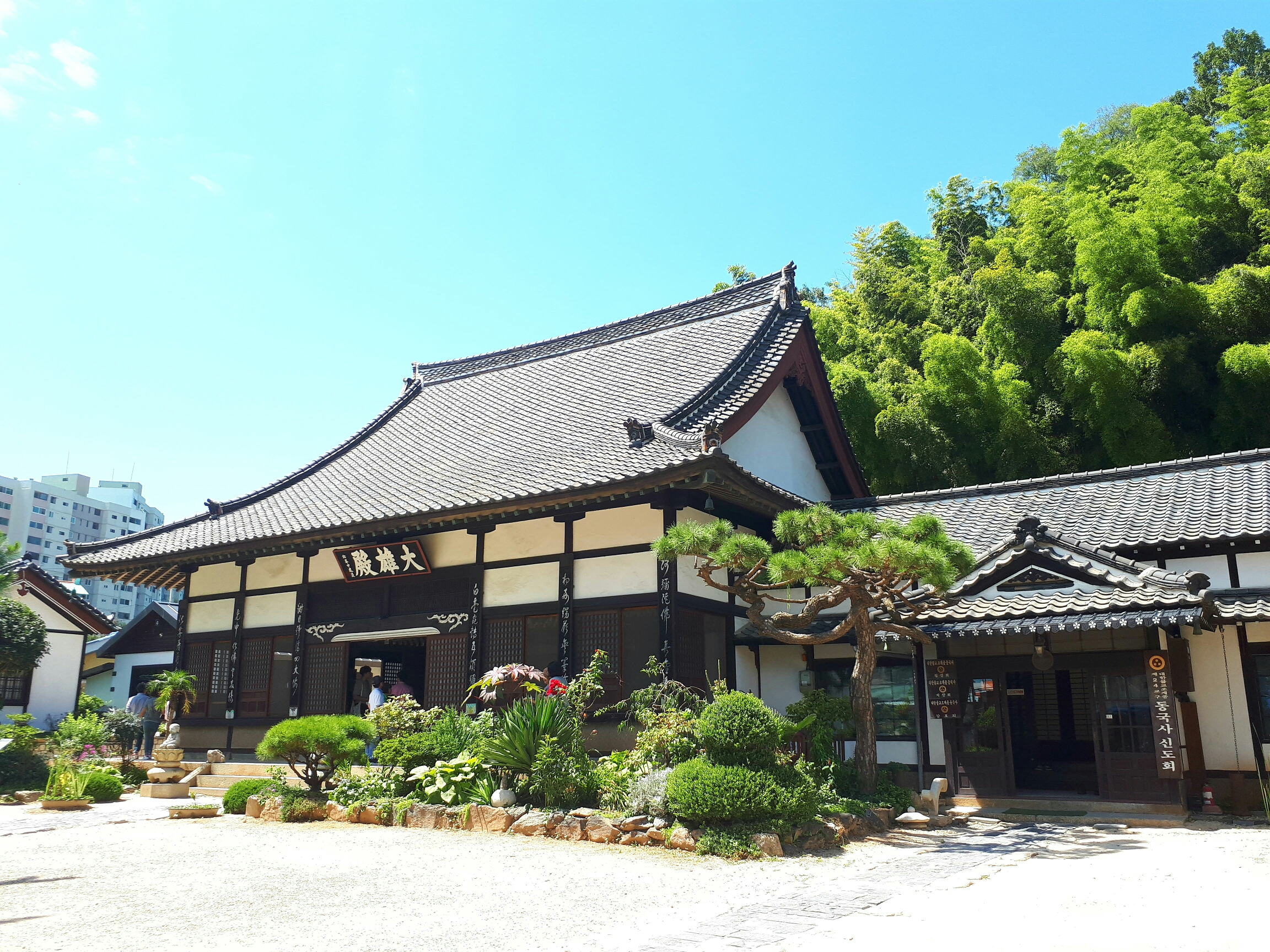
韓国に唯一残る日本式寺院・東国寺

東国寺（동국사・トングクサ）は、韓国全北特別自治道群山市にある曹渓宗の寺院。敗戦以前は、日本の曹洞宗に属しており、登録文化財に登録され機能している唯一の日式寺院である。

## 所在地
- 573-100 大韓民国全北特別自治道群山市東国寺路16

## 歴史
- 1909年（明治42年） 鳥取県の曹洞宗僧侶内田佛観が群山・日本租界一条通に布教所を開設。
- 1913年（大正2年） 農業経営者宮崎佳太郎が寄進した現在地に錦江寺を建立。「曹洞宗朝鮮布教規定」（1916年）に基づき両本山直末となる。朝鮮総督府認可を申請するが、規模が基準以下。将来の規模拡大を前提として、1916年（大正5年）9月28日付で「寺院創立許可」が下る。
- 1932年（昭和7年）9月25日　上樑（棟）式をおこない増改築。現在の姿となる。門柱に「昭和9年6月吉祥日」とある。おそらくこの年、境内整備を含め現錦江寺が完成したものと思われる。二世長岡玄鼎代。因みに長岡玄鼎は内田佛観と同郷で、錦江寺に鐘楼を建設したりして、整備充実をはかった。梵鐘は、京都の名匠・高橋才治郎の作。
- 1933年（昭和8年） 長岡玄鼎急死により、京城別院から浅野哲禅が赴任し錦江寺三世となる。
- 1937年（昭和12年） 浅野哲禅転任により木村久朗が四世に。
- 1945年　敗戦。米軍が没収。
- 1947年　韓国僧侶・南谷師が払下げを受けて寺を再開。東国寺と命名し保存。
- 1955年　仏教全羅北道宗務院に所属。
- 1970年　大韓仏教曹渓宗・第二四区禅雲寺に登録、現在に至る。

本堂は、2003年7月15日に登録文化財第64号に登録されている。
また、現在の東国寺の本尊・釈迦三尊仏像は文禄・慶長の役の時期の作品で、全北特別自治道有形文化財第213号に指定されている。
増加を続ける見学者及び参拝者に対応し、2017年3月、「千仏殿」と喫茶・土産店「タオン」が境内に竣工。さらに、東国寺駐車場に東国寺宝物殿を建設中。また、東国寺向いの共営駐車場３階に、東国寺近代歴史資料館（仮称）の建設が決定。

## 雲祥寺一戸彰晃住職との関わり
2012年5月23日、青森県・曹洞宗雲祥寺の一戸彰晃住職が「恥辱の36年、日帝強制占領期の歴史遺物展示会」に資料150点余りを寄贈した 。
2012年9月16日、一戸住職は「東国寺を支援する会」代表として、「海外布教という美名の下に日帝が恣行した野慾に迎合し、数多くのアジア人たちの人権侵害と文化蔑視、日本文化の強要、尊厳の毀損などは仏教的教義に外れた実に恥ずかしい行為で、これを真心に謝罪して懺悔する。特に明成皇后弑殺の暴挙、創氏改名で国家と民族を抹殺してしまったが、曹洞宗はその尖兵であった。民衆に対する宣撫工作を担当して、自ら進んで諜報活動を行う僧侶さえいた。仏法を世俗法に隷属させて他民族の尊厳性と正体性を侵奪する過ちを犯したのだ。私たちは誓う。二度と過ちを犯しはしない」と刻まれた「懺謝文碑」（日韓対訳）を建立した。
しかし、日本曹洞宗は「懺謝文」を内外に表明したにも拘わらず、同年、この建碑を不当として「東国寺を支援する会」に撤去を求めている。「著作権法」をその根拠としているが、「懺謝文碑」は既に東国寺に寄贈され、東国寺の寺院財産となっている以上、意味をなさない。
一戸彰晃が所属する包括宗教法人「曹洞宗」は、著作権者に無許可で抄訳で刻字した当寺の「懺謝文碑」を同文書の本来の目的と趣旨を逸脱した流用として公認していないその後、一戸と曹洞宗との協議や和解は行なわれていない。
2013年7月25日、前記の一戸住職の協力で東国寺に搬入された「双林涅槃相図」は16世紀の朝鮮仏画の可能性が高く、それが証明されれば韓国に存在する最古の横型涅槃図となる。
東国寺が所在する群山市は、大日本帝国統治時代の日本家屋が170戸残存している。文東信群山市長の方針である植民地時代を検証し記録する作業は韓国国民に評価され、群山近代歴史博物館は2011年開館以来3年間で436,000人の来館を記録した。東国寺は、なかでも当時を記録する寺院として日韓双方からの見学者が絶えない。
また、東国寺は「日帝痕跡」を文化空間とする市の方針により、近代文化都市造成事業を通じて全国的な注目を浴びる中核的な役割をはたし、群山市は年間100万人もの観光客を呼び込むようになった。
解放70年を期に、2015年8月12日、東国寺境内に韓国内11番目の慰安婦像も建立された。「東国寺を支援する会」は、慰安婦像建設に100万円寄付したが、韓国内外の像建設に日本人が協力した第1号とされる。